# Bradley Byrne
Bradley Roberts Byrne (Mobile (Alabama), 16 februari, 1955) is een advocaat en Republikeins politicus uit het 1e congresdistrict van Alabama. Hij was lid van de senaat van Alabama. Sinds 2013 is hij afgevaardigde in het Huis van Afgevaardigden voor Alabama.